# Ferriandrosita-(Ce)
La ferriandrosita-(Ce) és un mineral de la classe dels silicats que pertany al grup de l'al·lanita.

## Característiques
La ferriandrosita-(Ce) és un sorosilicat de fórmula química (Mn2+Ce)(Fe3+AlMn2+)O[Si₂O₇][SiO₄](OH). Va ser aprovada com a espècie vàlida per l'Associació Mineralògica Internacional en el mes de juny de l'any 2023, i encara resta pendent de publicació. Cristal·litza en el sistema monoclínic. La seva duresa a l'escala de Mohs es troba entre 6,5 i 7.
Les mostres que van servir per a determinar l'espècie, el que es coneix com a material tipus, es troben conservades a les col·leccions del departament de mineralogia i petrologia del Museu Nacional de Praga, a la República Txeca, amb el número de catàleg: P1P 2/2023, i al Museu d'Història Natural de la Universitat de Pisa (Itàlia), amb el número de catàleg: 20063.

## Formació i jaciments
Va ser descoberta al jaciment de manganès Július, situat a la localitat de Betliar, dins el districte de Rožňava (regió de Košice, Eslovàquia). També ha estat descrita a la localitat de Kleinveitsch, al districte de Bruck-Mürzzuschlag (Estíria, Àustria). Aquests dos indrets són els únics de tot el planeta on ha estat descrita aquesta espècie mineral.